# João Paulo (football, 1985)
Pour les articles homonymes, voir João Paulo.
João Paulo da Silva, plus communément appelé João Paulo, est un footballeur brésilien né le 22 février 1985. Il est milieu de terrain.